# Cuscuta indecora
Cuscuta indecora är en vindeväxtart som beskrevs av Jacques Denys Denis Choisy. Cuscuta indecora ingår i släktet snärjor, och familjen vindeväxter.

## Underarter
Arten delas in i följande underarter:
- C. i. attenuata
- C. i. bifida
- C. i. longisepala
- C. i. neuropetala